# 内蒙古博物院站
内蒙古博物院站（蒙古语：ᠥᠪᠥᠷ ᠮᠣᠩᠭᠣᠯ ᠤᠨ ᠮᠦᠽᠧᠢ）是呼和浩特地铁1号线的地铁车站，位于中华人民共和国内蒙古自治区呼和浩特市新城区迎新路街道与赛罕区中专路街道交界新华东街与新春路交叉口东侧地下，2019年12月29日開通运营。
车站建设时期工程名为乌兰恰特站。

## 车站结构
内蒙古博物院站位于新华东街与新春路交叉口东侧，沿新华东街东西向布置，长486米，宽19.7米，为地下两层岛式车站，车站东侧设有停车避让线和列车折返线。
| 地面              | 出入口 | A、C-E出入口 |
| 地下一层          | 站厅   | 客服中心、自动售票机、验票机                                                                                              |
| 地下二层          | 站台层 | \| \| \| █ 1号线往伊利健康谷（内蒙古展览馆） \| \| 島式 · 開左邊车门 \| \| \| \| \| \| █ 1号线往坝堰（机场）（市政府） \| |
|                   |        | █ 1号线往伊利健康谷（内蒙古展览馆）                                                                                       |
| 島式 · 開左邊车门 |        | |
|                   |        | █ 1号线往坝堰（机场）（市政府）                                                                                           |

## 车站出口
内蒙古博物院站共设4个出口，各出口及周围设施如下所示：
| 出口编号            | 照片 | 地点             | 可到达目的地       |
| ------------------- | ---- | ---------------- | ------------------ |
| A · 出口            |      | 新华东街（北侧） | 内蒙古博物院       |
| C · 出口 · （设有） |      | 新华东街（南侧） | 万达广场呼和浩特店 |
| D · 出口            |      | 新华东街（南侧） | 内蒙古开放大学     |
| E · 出口            |      | 新华东街（北侧） | 内蒙古交通投资集团 |
| 图例： 设有         |      |                  |                    |

## 接驳交通

### 公交车
- 万达广场：2路、3路、5路、16路、27路、53路、66路、75路、92路、98路、K1路、S35路、东客站夜间专线、夜间3号线、夜间4号线、夜间7号线、机场巴士1号线
- 博物院站：92路、97路、98路、K1路

## 历史
- 2019年12月29日，本站随1号线通车一同开通[1]。